# 小行星92891
小行星92891（92891 Bless）是一颗绕太阳运转的小行星，为主小行星带小行星。该小行星于2000年8月20日发现。
該小行星以美國天文學家羅伯特·布雷斯（Robert Bless）命名。

## 轨道参数
小行星92891的轨道半长轴为345 399 053 km，2.3088172 UA，离心率为0.069。